# Opel Mokka

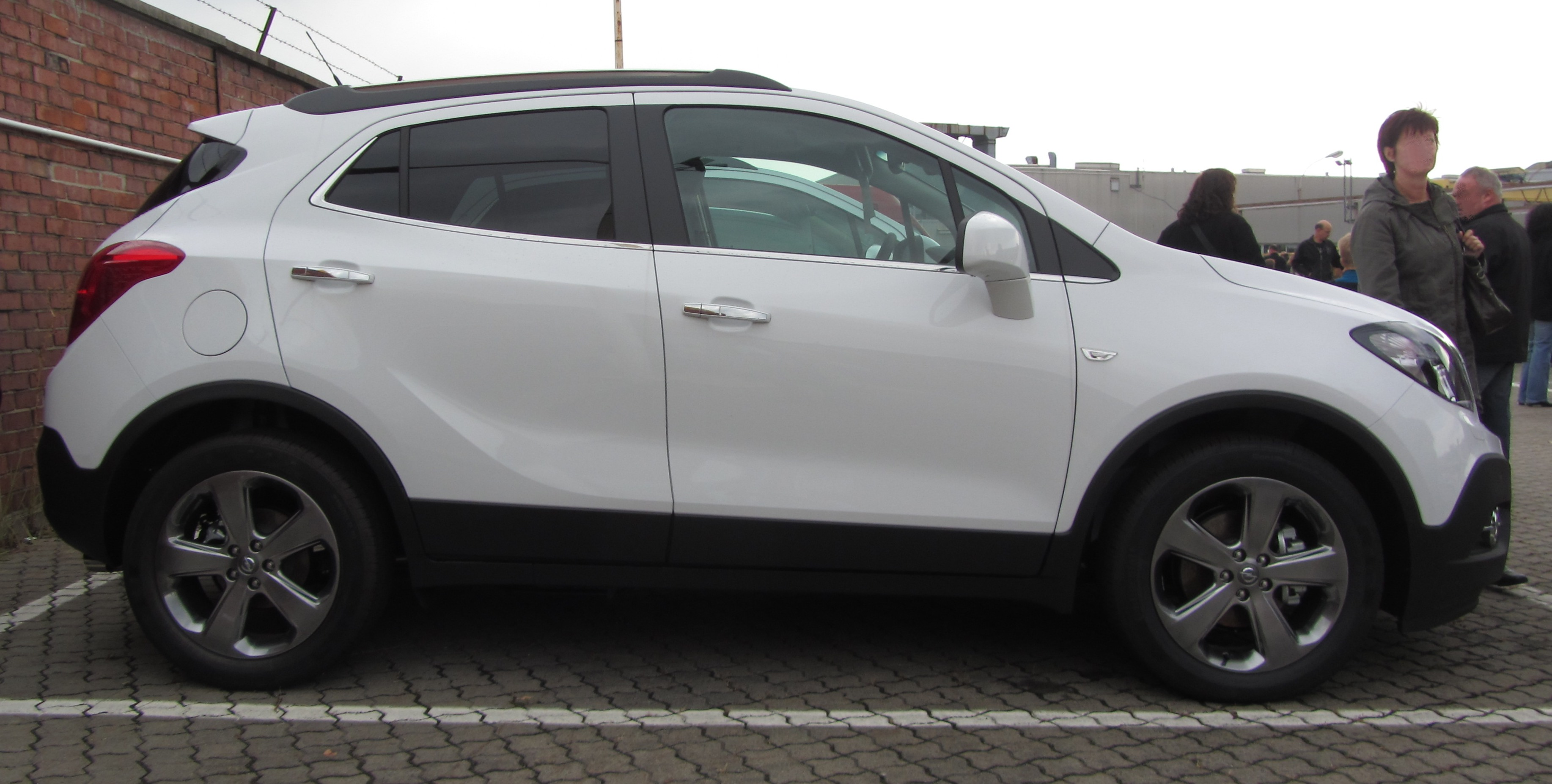
Opel Mokka

L'Opel Mokka és un automòbil tot terreny del segment B produït pel fabricant alemany Opel des de finals de 2012. També es ven sota les marques Buick (amb el nom «Encore») i Vauxhall. És un cinc portes i cinc places que compte amb motor davanter transversal i es ven en versions de tracció davantera i tracció a les quatre rodes. La seva plataforma mecànica és la Gamma II, que comparteix amb l'Opel Adam.
L'Opel/Vauxhall Mokka és muntat a la fàbrica de GM Korea a Bupeyong, a Incheon (Corea del Sud). El 2014 va començar el seu muntatge a la fàbrica Opel de Figueruelas a prop de Saragossa, a Espanya.

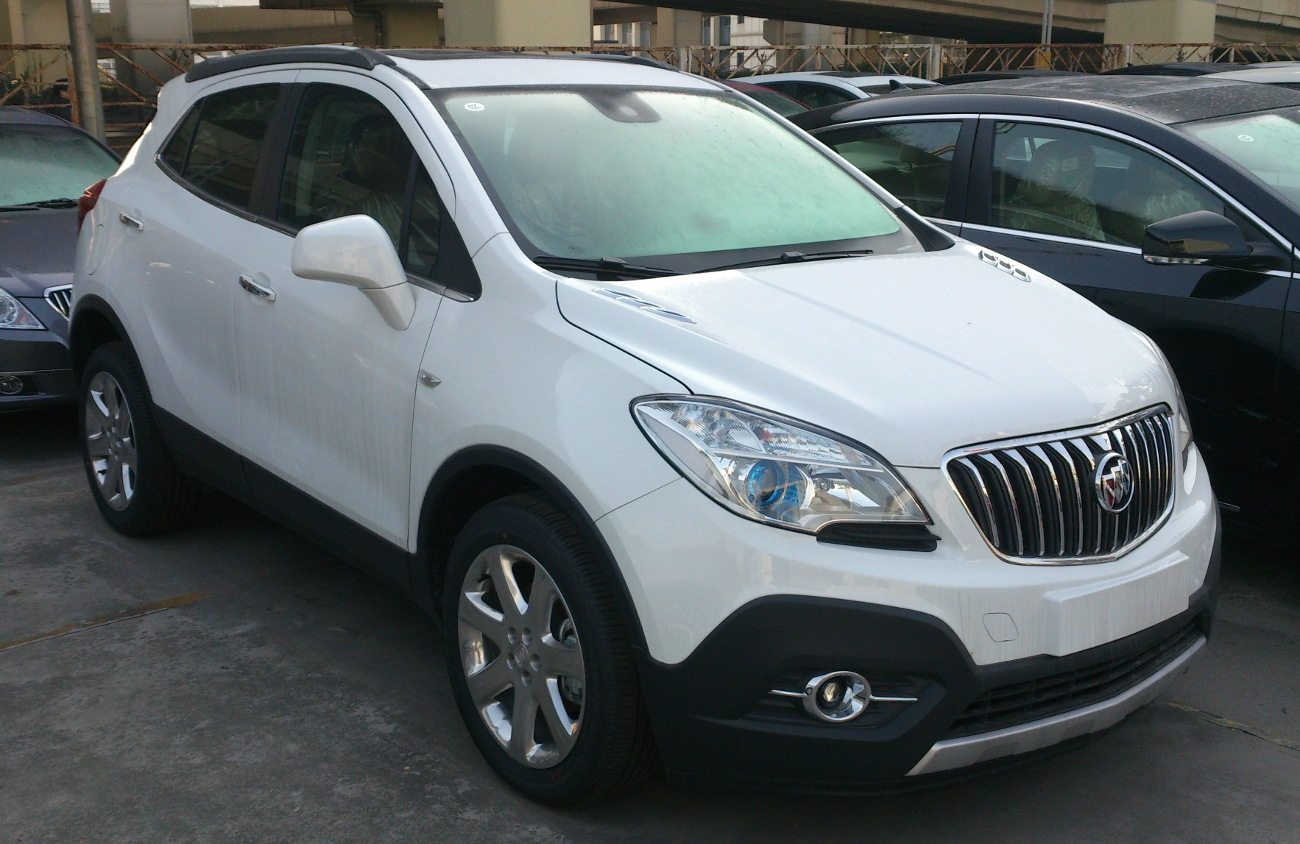
Un Buick Encore a la Xina.

El bessó Buick Encore es comercialitza a la Xina i Nord Amèrica. És muntat a Corea pel mercat nord-americà i a Shanghai pel mercat xinès.
El Mokka es va presentar al Saló de l'Automòbil de Ginebra de 2012.